# Occoquan
Occoquan és una població dels Estats Units a l'estat de Virgínia. Segons el cens del 2000 tenia 759 habitants.

## Demografia
Segons el cens del 2000, Occoquan tenia 759 habitants, 418 habitatges, i 186 famílies. La densitat de població era de 1.831,6 habitants per km².
Dels 418 habitatges en un 11,5% hi vivien nens de menys de 18 anys, en un 35,6% hi vivien parelles casades, en un 6,2% dones solteres, i en un 55,3% no eren unitats familiars. En el 45,9% dels habitatges hi vivien persones soles el 8,1% de les quals corresponia a persones de 65 anys o més que vivien soles. El nombre mitjà de persones vivint en cada habitatge era d'1,82 i el nombre mitjà de persones que vivien en cada família era de 2,54.
Per edats la població es repartia de la següent manera: un 11,1% tenia menys de 18 anys, un 8% entre 18 i 24, un 36,2% entre 25 i 44, un 33,6% de 45 a 60 i un 11,1% 65 anys o més.
L'edat mediana era de 42 anys. Per cada 100 dones de 18 o més anys hi havia 92,3 homes.
La renda mediana per habitatge era de 48.750 $ i la renda mediana per família de 77.420 $. Els homes tenien una renda mediana de 50.938 $ mentre que les dones 30.833 $. La renda per capita de la població era de 33.007 $. Cap de les famílies i el 5,7% de la població estaven per davall del llindar de pobresa.

## Poblacions més properes
El següent diagrama mostra les poblacions més properes.